# The Outlaw's Revenge (film, 1921)
Pour les articles homonymes, voir The Outlaw's Revenge.
Pour plus de détails, voir Fiche technique et Distribution.
The Outlaw's Revenge   est un film muet américain réalisé par Otis Thayer et sorti en 1921.

## Fiche technique
- Titre : The Outlaw's Revenge
- Réalisation : Otis Thayer
- Scénario :
- Producteur :
- Société de production : Star Ranch
- Société de distribution : C.B.C. Film Sales Corp.
- Pays d'origine :  États-Unis
- Langue : film muet avec les intertitres en anglais
- Métrage 600 mètres
- Format : Noir et blanc — 35 mm — 1,33:1 — Muet
- Genre : Western
- Durée : 20 minutes
- Date de sortie : 
  - États-Unis : 9 juin 1921

## Distribution
- Eva Lang
- John Halliday